# Generalporočnik (Združeno kraljestvo)
Generalporočnik (izvirno angleško Lieutenant-General; okrajšava Lt Gen) je višji vojaški čin, ki je v uporabi v Britanski kopenski vojski in do leta 1996 tudi pri Kraljevih marinci. Med letoma 1918 in 1919 je čin uporabljalo tudi Kraljevo vojno letalstvo.
Generalporočnik je tako nadrejen generalmajorju in je podrejen generalu. V skladu z Natovim standardom STANAG 2116 čin nosi oznako OF-8; enakovreden je činu viceadmirala v Kraljevi vojni mornarici in zračnemu maršalu v Kraljevem vojnem letalstvu.

## Generalporočniki Kraljevega vojnega letalstva
Med 1. aprilom 1918 in 31. julijem 1919 je RAF tudi imelo čin generalporočnika; naslednj dan ga je nadomestil čin zračnega maršala. Obstajala sta le dva generalporočnika RAF: Sir David Henderson in John de Mestre Hutchison (častni čin).